# Kim Cheong-sim
Kim Cheong-sim   () és una jugadora d'handbol sud-coreana, ja retirada, guanyadora d'una medalla olímpica.
El 1996 va prendre part en els Jocs Olímpics d'Estiu d'Atlanta, on guanyà la medalla de plata en la competició d'handbol. També va disputar els Jocs de Londres del 2012, on fou quarta en la competició d'handbol. En el seu palmarès també destaca una medalla d'or en els Jocs Asiàtics de 2002.